# 1819
Il 1819 (MDCCCXIX in numeri romani) è un anno  del XIX secolo.

## Eventi
- 17-18 aprile – Eruzione del Vesuvio
- 22 maggio - 20 giugno – La SS Savannah è la prima nave a vapore ad attraversare l'Oceano Atlantico.
- 16 agosto – Massacro di Peterloo: A St. Peter's Field, Manchester (Regno Unito) una protesta viene sedata nel sangue dall'esercito, lasciando così 11 morti e più di 400 feriti tra i manifestanti.
- 17 ottobre – La rivista liberale Il Conciliatore viene soppressa dall'Impero austriaco.
- 17 dicembre – Ultimazione della costruzione del nuovo osservatorio astronomico di Napoli. L'astronomo Carlo Brioschi compì la prima osservazione stellare misurando la posizione di ⍺ Cassiopeiae.
- In Inghilterra entrano in vigore le leggi denominate Six Acts, volte a reprimere manifestazioni e pubblicazioni radicali a seguito del Massacro di Peterloo.
- Walter Scott pubblica Ivanhoe.
- Théodore Géricault dipinge La zattera della Medusa.
- Giacomo Leopardi scrive L'infinito.

## Nati
Ci sono circa 420 voci su persone nate nel 1819; vedi la pagina Nati nel 1819 per un elenco descrittivo o la categoria Nati nel 1819 per un indice alfabetico.

## Morti

### Gennaio
- 2 gennaio - Maria Luisa di Borbone-Parma, regina (n. 1751)
- 5 gennaio - Gaetano Gandolfi, anatomista e veterinario italiano (n. 1776)
- 5 gennaio - Vittorio Amedeo Giuseppe Seyssel marchese d'Aix, generale italiano (n. 1747)
- 9 gennaio - Francesco Polesini, vescovo cattolico italiano (n. 1729)
- 9 gennaio - Ekaterina Pavlovna Romanova, nobile russa (n. 1788)
- 10 gennaio - Claude de Beauharnais, politico francese (n. 1756)
- 12 gennaio - André Morellet, economista, enciclopedista e traduttore francese (n. 1727)
- 13 gennaio - John Wolcot, poeta britannico (n. 1738)
- 13 gennaio - António Caetano do Amaral, storico portoghese (n. 1747)
- 15 gennaio - Ludwig Guttenbrunn, pittore e incisore austriaco (n. 1750)
- 15 gennaio - Johann Jacob Roemer, botanico e medico svizzero (n. 1763)
- 17 gennaio - Ludovico Ludovici, vescovo cattolico e militare italiano (n. 1747)
- 18 gennaio - Médéric Louis Élie Moreau de Saint-Méry, giurista e politico francese (n. 1750)
- 20 gennaio - Carlo IV di Spagna, sovrano spagnolo (n. 1748)
- 20 gennaio - Johann Michael Hahn, teosofo tedesco (n. 1758)
- 20 gennaio - Maria-Thaddeus von Trauttmansdorf Wiensberg, cardinale e arcivescovo cattolico austriaco (n. 1761)
- 22 gennaio - Giannantonio Selva, architetto e architetto del paesaggio italiano (n. 1751)
- 25 gennaio - Théodore-Pierre Bertin, insegnante, traduttore e inventore francese (n. 1751)

### Febbraio
- 1º febbraio - Domenico Zeni, pittore italiano (n. 1762)
- 2 febbraio - Johann Joseph Wilczek, militare austriaco (n. 1738)
- 4 febbraio - Francesco Fidanza, pittore italiano (n. 1747)
- 5 febbraio - Hannah Van Buren, first lady statunitense (n. 1783)
- 7 febbraio - Johan David Åkerblad, diplomatico e orientalista svedese (n. 1763)
- 7 febbraio - August Wilhelm Hupel, linguista tedesco (n. 1737)
- 8 febbraio - Sydenham Edwards, illustratore britannico (n. 1768)
- 15 febbraio - Jacob Axelsson Lindblom, arcivescovo luterano e storico svedese (n. 1746)
- 16 febbraio - Archibald Hamilton, IX duca di Hamilton, nobile e politico scozzese (n. 1740)
- 16 febbraio - Pierre-Henri de Valenciennes, pittore francese (n. 1750)
- 16 febbraio - Onorato IV di Monaco, principe (n. 1758)
- 24 febbraio - Hyacinthe Arrighi de Casanova, magistrato, funzionario e politico francese (n. 1748)
- 25 febbraio - Francisco Manuel do Nascimento, poeta portoghese (n. 1734)

### Marzo
- 10 marzo - Friedrich Heinrich Jacobi, filosofo tedesco (n. 1743)
- 16 marzo - Nicolas Séjan, organista, clavicembalista e compositore francese (n. 1745)
- 19 marzo - Francesco Bellati, storico, numismatico e economista italiano (n. 1749)
- 19 marzo - Charles Monnet, pittore, disegnatore e illustratore francese (n. 1732)
- 23 marzo - August von Kotzebue, scrittore e drammaturgo tedesco (n. 1761)
- 23 marzo - Angelo Pizzi, scultore italiano (n. 1775)
- 24 marzo - Maurizio del Liechtenstein, generale austriaco (n. 1775)
- 27 marzo - Jean Fabre de la Martillière, generale e politico francese (n. 1732)

### Aprile
- 4 aprile - Francisco de Saavedra, politico spagnolo (n. 1746)
- 9 aprile - Vincenzo Racchetti, medico, giurista e letterato italiano (n. 1777)
- 19 aprile - Spiridione Berioli, arcivescovo cattolico e politico italiano (n. 1733)
- 20 aprile - Charles Montagu-Scott, IV duca di Buccleuch, politico scozzese (n. 1772)

### Maggio
- 2 maggio - Mary Moser, pittrice inglese (n. 1744)
- 4 maggio - Eugène-Guillaume Argenteau, generale austriaco (n. 1743)
- 5 maggio - Jacopo Morelli, religioso e bibliotecario italiano (n. 1745)
- 8 maggio - Kamehameha I delle Hawaii, sovrano (n. 1758)
- 10 maggio - Mariano Salvador Maella, pittore spagnolo (n. 1739)
- 15 maggio - Pietro Rubini, medico italiano (n. 1760)
- 16 maggio - Michele Angelo Cianciulli, politico e nobile italiano (n. 1734)
- 16 maggio - La Perricholi, attrice teatrale, cantante e ballerina peruviana (n. 1748)
- 19 maggio - Giovanni Paolo Dolfin, vescovo cattolico italiano (n. 1736)
- 19 maggio - Francisco Marcó del Pont, militare spagnolo (n. 1770)
- 27 maggio - Jean François Timothée Trullet, militare francese (n. 1763)
- 28 maggio - George Grey, V conte di Stamford, nobile britannico (n. 1737)
- 29 maggio - Gaetano Peverada, pittore italiano (n. 1742)
- 30 maggio - Charles Louis François de Paule de Barentin, politico francese (n. 1738)

### Giugno
- 3 giugno - Jacques Nicolas Billaud-Varenne, scrittore, politico e avvocato francese (n. 1756)
- 4 giugno - Sante Cattaneo, pittore italiano (n. 1739)
- 4 giugno - Carlo Gervasoni, organista, violinista e compositore italiano (n. 1762)
- 5 giugno - Johann von Hiller, generale austriaco (n. 1754)
- 10 giugno - Marciano Di Leo, scrittore, poeta e oratore italiano (n. 1751)
- 21 giugno - Jiří Družecký, compositore ceco (n. 1745)
- 21 giugno - Johann Karl Christoph Nachtigal, teologo tedesco (n. 1753)
- 27 giugno - Giovanni De Baillou, naturalista, geografo e cartografo italiano (n. 1758)
- 27 giugno - Joseph Hager, linguista, lessicografo e orientalista austriaco (n. 1757)
- 28 giugno - Johann Karl Wezel, poeta e filosofo tedesco (n. 1747)
- 30 giugno - Ernst Ludwig Gerber, compositore e organista tedesco (n. 1746)

### Luglio
- 5 luglio - William Cornwallis, ammiraglio britannico (n. 1744)
- 6 luglio - Sophie Blanchard, pioniere dell'aviazione francese (n. 1778)
- 10 luglio - Benjamin Duvivier, medaglista e disegnatore francese (n. 1730)
- 18 luglio - Barthélemy Faujas de Saint-Fond, geologo francese (n. 1741)
- 21 luglio - Giovanni Battista Zauli, cardinale italiano (n. 1743)
- 28 luglio - John Playfair, matematico e filosofo scozzese (n. 1748)
- 28 luglio - Vincenzo Sangermano, vescovo cattolico e missionario italiano (n. 1758)

### Agosto
- 5 agosto - Antonio González de Balcarce, militare e politico argentino (n. 1774)
- 10 agosto - François-Pierre Chaumeton, farmacista, botanico e medico francese (n. 1775)
- 14 agosto - Erik Acharius, botanico e medico svedese (n. 1757)
- 15 agosto - Cornelius Hermann von Ayrenhoff, drammaturgo austriaco (n. 1733)
- 25 agosto - James Watt, ingegnere e inventore scozzese (n. 1736)
- 28 agosto - Charles Lennox, IV duca di Richmond, nobile, politico e militare britannico (n. 1764)
- 31 agosto - Pier Antonio Meneghelli, scrittore e drammaturgo italiano (n. 1749)

### Settembre
- 7 settembre - Jean-Louis Duport, violoncellista e compositore francese (n. 1749)
- 7 settembre - Abraham Somes, militare statunitense (n. 1732)
- 10 settembre - Luigi III Gonzaga, nobile e letterato italiano (n. 1745)
- 12 settembre - Gebhard Leberecht von Blücher, feldmaresciallo prussiano (n. 1742)
- 12 settembre - Alessandro Malvasia, cardinale italiano (n. 1748)
- 16 settembre - John Jeffries, medico e scienziato statunitense (n. 1745)
- 18 settembre - John Langdon, politico statunitense (n. 1741)
- 18 settembre - Francesco Maria Milesi, patriarca cattolico italiano (n. 1747)
- 28 settembre - Tommaso Natale, giurista e filologo italiano (n. 1733)
- 30 settembre - Wilhelm Gottlieb Tennemann, storico della filosofia tedesco (n. 1761)

### Ottobre
- 2 ottobre - Anand Rao Gaekwad, principe indiano
- 6 ottobre - Francesco Scipione Dondi dall'Orologio, vescovo cattolico italiano (n. 1756)
- 6 ottobre - Giovanni Filippo Gallarati Scotti, cardinale e arcivescovo cattolico italiano (n. 1747)
- 6 ottobre - Johann von Klenau, generale austriaco (n. 1758)
- 6 ottobre - Carlo Emanuele IV di Savoia, sovrano (n. 1751)
- 7 ottobre - Marc-Théodore Bourrit, scrittore e alpinista svizzero (n. 1739)
- 13 ottobre - Goran Magnus Sprengtporten, politico finlandese (n. 1740)
- 15 ottobre - Luisa d'Orange-Nassau, nobile (n. 1770)
- 20 ottobre - Karl Wilhelm Ferdinand Solger, filosofo tedesco (n. 1780)
- 24 ottobre - William Rabun, politico statunitense (n. 1771)

### Novembre
- 5 novembre - Alexandre Kucharsky, pittore polacco (n. 1741)
- 6 novembre - Jacob Sarratt, scacchista inglese (n. 1772)
- 7 novembre - Caleb Strong, politico statunitense (n. 1745)
- 9 novembre - Juan Domingo Pignatelli de Aragón y Gonzaga, militare spagnolo (n. 1757)
- 10 novembre - Sigmund Zois, mineralogista e letterato italiano (n. 1747)
- 13 novembre - Aleksandr Petrovič Tormasov, generale russo (n. 1752)
- 14 novembre - William Samuel Johnson, politico statunitense (n. 1727)
- 26 novembre - António Leal Moreira, compositore portoghese (n. 1758)
- 29 novembre - Federico Ludovico di Meclemburgo-Schwerin, nobile tedesco (n. 1778)

### Dicembre
- 3 dicembre - Claude Sylvestre Colaud, generale francese (n. 1754)
- 3 dicembre - Carlo Rovelli, vescovo cattolico italiano (n. 1740)
- 4 dicembre - Michele Bassi, politico italiano (n. 1764)
- 5 dicembre - Federico Leopoldo di Stolberg-Stolberg, nobile tedesco (n. 1750)
- 12 dicembre - Vincenzo Dandolo, scienziato, politico e agronomo italiano (n. 1758)
- 13 dicembre - Giuseppe Gorani, avventuriero, scrittore e diplomatico italiano (n. 1740)
- 14 dicembre - Hugh Montgomerie, XII conte di Eglinton, nobile, politico e compositore scozzese (n. 1739)
- 15 dicembre - Salvatore Ferro Berardi, vescovo cattolico italiano (n. 1767)
- 15 dicembre - Daniel Rutherford, chimico britannico (n. 1749)
- 15 dicembre - Francesco Sucini, fantino italiano (n. 1778)
- 16 dicembre - Romualdo Antonio Mon y Velarde, arcivescovo cattolico spagnolo (n. 1749)
- 19 dicembre - Thomas Fremantle, ammiraglio e politico inglese (n. 1765)
- 20 dicembre - Louis-Luc Loiseau de Persuis, compositore, violinista e direttore d'orchestra francese (n. 1769)
- 21 dicembre - Jean Mathieu Philibert Sérurier, militare e politico francese (n. 1742)
- 22 dicembre - Johann Peter Beaulieu, generale austriaco (n. 1725)
- 29 dicembre - Josepha Hofer, soprano tedesco (n. 1758)

### Senza giorno specificato
- Ali Shah Durrani, sovrano afghano
- Martín Antonio Álvarez de Sotomayor y Soto-Flores, generale spagnolo (n. 1723)
- Vincenzo Angiulli, matematico italiano (n. 1747)
- Aleksandr Andreevič Baranov, mercante russo (n. 1746)
- Giuseppe Basta, presbitero, giurista e scrittore italiano (n. 1743)
- Pierre Emmanuel Bruneseau, ingegnere francese (n. 1751)
- Jean Alexandre Caffin, generale francese (n. 1751)
- Antonio Maria Capodistria, nobile, politico e diplomatico greco (n. 1741)
- Jules Fauris de Saint-Vincens, magistrato e numismatico francese (n. 1750)
- Franciszek Ksawery Lubomirski, generale polacco (n. 1747)
- Giuseppe Galletti, medico italiano
- Vincenzo Gambi, pirata italiano
- Salvador Gurri, scultore spagnolo (n. 1749)
- Stefano Giuseppe Incisa, religioso e storico italiano (n. 1742)
- Franciszek Ksawery Branicki, generale e avventuriero polacco (n. 1730)
- Kör Yusuf Ziyaüddin Pascià, politico e militare ottomano
- Laz Ahmed Pascià, politico e militare ottomano
- Alexandru Mavrocordat Firaris, nobile moldavo (n. 1754)
- Gaetano Ognibene, artista italiano (n. 1761)
- Mariano Osorio, militare e politico spagnolo (n. 1777)
- Pierre Adrien Paris, architetto francese (n. 1745)
- Domenico Romanelli, storico, archeologo e abate italiano (n. 1756)
- Gasparo Sborgi, compositore e organista italiano (n. 1737)
- Jacob Laurids Thrane, architetto danese (n. 1785)
- Pierre-Joseph Tiolier, medaglista francese (n. 1763)
- Gerolamo Vassallo, medaglista italiano (n. 1773)
- Valentin Vodnik, poeta e religioso sloveno (n. 1758)
- William Wright, medico e botanico britannico (n. 1735)

## Calendario
| Calendario 1819 | Calendario 1819 | Calendario 1819 | Calendario 1819 | Calendario 1819 | Calendario 1819 | Calendario 1819 | Calendario 1819 | Calendario 1819 | Calendario 1819 | Calendario 1819 | Calendario 1819 | Calendario 1819 | Calendario 1819 | Calendario 1819 | Calendario 1819 | Calendario 1819 | Calendario 1819 | Calendario 1819 | Calendario 1819 | Calendario 1819 | Calendario 1819 | Calendario 1819 | Calendario 1819 | Calendario 1819 | Calendario 1819 | Calendario 1819 | Calendario 1819 | Calendario 1819 | Calendario 1819 | Calendario 1819 | Calendario 1819 | Calendario 1819 |
| --------------- | --------------- | --------------- | --------------- | --------------- | --------------- | --------------- | --------------- | --------------- | --------------- | --------------- | --------------- | --------------- | --------------- | --------------- | --------------- | --------------- | --------------- | --------------- | --------------- | --------------- | --------------- | --------------- | --------------- | --------------- | --------------- | --------------- | --------------- | --------------- | --------------- | --------------- | --------------- | --------------- |
|                 | 1               | 2               | 3               | 4               | 5               | 6               | 7               | 8               | 9               | 10              | 11              | 12              | 13              | 14              | 15              | 16              | 17              | 18              | 19              | 20              | 21              | 22              | 23              | 24              | 25              | 26              | 27              | 28              | 29              | 30              | 31              |                 |
| Gennaio         | Ve              | Sa              | Do              | Lu              | Ma              | Me              | Gi              | Ve              | Sa              | Do              | Lu              | Ma              | Me              | Gi              | Ve              | Sa              | Do              | Lu              | Ma              | Me              | Gi              | Ve              | Sa              | Do              | Lu              | Ma              | Me              | Gi              | Ve              | Sa              | Do              |                 |
| Febbraio        | Lu              | Ma              | Me              | Gi              | Ve              | Sa              | Do              | Lu              | Ma              | Me              | Gi              | Ve              | Sa              | Do              | Lu              | Ma              | Me              | Gi              | Ve              | Sa              | Do              | Lu              | Ma              | Me              | Gi              | Ve              | Sa              | Do              |                 |                 |                 |                 |
| Marzo           | Lu              | Ma              | Me              | Gi              | Ve              | Sa              | Do              | Lu              | Ma              | Me              | Gi              | Ve              | Sa              | Do              | Lu              | Ma              | Me              | Gi              | Ve              | Sa              | Do              | Lu              | Ma              | Me              | Gi              | Ve              | Sa              | Do              | Lu              | Ma              | Me              |                 |
| Aprile          | Gi              | Ve              | Sa              | Do              | Lu              | Ma              | Me              | Gi              | Ve              | Sa              | Do              | Lu              | Ma              | Me              | Gi              | Ve              | Sa              | Do              | Lu              | Ma              | Me              | Gi              | Ve              | Sa              | Do              | Lu              | Ma              | Me              | Gi              | Ve              |                 |                 |
| Maggio          | Sa              | Do              | Lu              | Ma              | Me              | Gi              | Ve              | Sa              | Do              | Lu              | Ma              | Me              | Gi              | Ve              | Sa              | Do              | Lu              | Ma              | Me              | Gi              | Ve              | Sa              | Do              | Lu              | Ma              | Me              | Gi              | Ve              | Sa              | Do              | Lu              |                 |
| Giugno          | Ma              | Me              | Gi              | Ve              | Sa              | Do              | Lu              | Ma              | Me              | Gi              | Ve              | Sa              | Do              | Lu              | Ma              | Me              | Gi              | Ve              | Sa              | Do              | Lu              | Ma              | Me              | Gi              | Ve              | Sa              | Do              | Lu              | Ma              | Me              |                 |                 |
| Luglio          | Gi              | Ve              | Sa              | Do              | Lu              | Ma              | Me              | Gi              | Ve              | Sa              | Do              | Lu              | Ma              | Me              | Gi              | Ve              | Sa              | Do              | Lu              | Ma              | Me              | Gi              | Ve              | Sa              | Do              | Lu              | Ma              | Me              | Gi              | Ve              | Sa              |                 |
| Agosto          | Do              | Lu              | Ma              | Me              | Gi              | Ve              | Sa              | Do              | Lu              | Ma              | Me              | Gi              | Ve              | Sa              | Do              | Lu              | Ma              | Me              | Gi              | Ve              | Sa              | Do              | Lu              | Ma              | Me              | Gi              | Ve              | Sa              | Do              | Lu              | Ma              |                 |
| Settembre       | Me              | Gi              | Ve              | Sa              | Do              | Lu              | Ma              | Me              | Gi              | Ve              | Sa              | Do              | Lu              | Ma              | Me              | Gi              | Ve              | Sa              | Do              | Lu              | Ma              | Me              | Gi              | Ve              | Sa              | Do              | Lu              | Ma              | Me              | Gi              |                 |                 |
| Ottobre         | Ve              | Sa              | Do              | Lu              | Ma              | Me              | Gi              | Ve              | Sa              | Do              | Lu              | Ma              | Me              | Gi              | Ve              | Sa              | Do              | Lu              | Ma              | Me              | Gi              | Ve              | Sa              | Do              | Lu              | Ma              | Me              | Gi              | Ve              | Sa              | Do              |                 |
| Novembre        | Lu              | Ma              | Me              | Gi              | Ve              | Sa              | Do              | Lu              | Ma              | Me              | Gi              | Ve              | Sa              | Do              | Lu              | Ma              | Me              | Gi              | Ve              | Sa              | Do              | Lu              | Ma              | Me              | Gi              | Ve              | Sa              | Do              | Lu              | Ma              |                 |                 |
| Dicembre        | Me              | Gi              | Ve              | Sa              | Do              | Lu              | Ma              | Me              | Gi              | Ve              | Sa              | Do              | Lu              | Ma              | Me              | Gi              | Ve              | Sa              | Do              | Lu              | Ma              | Me              | Gi              | Ve              | Sa              | Do              | Lu              | Ma              | Me              | Gi              | Ve              |                 |